# Sutz-Lattrigen
Pour les articles homonymes, voir Sutz et Lattrigen.
Sutz-Lattrigen est une commune suisse du canton de Berne, située dans l'arrondissement administratif de Bienne.

Photo aérienne (1959)

## Archéologie
En 2007, dans le cadre d'un inventaire systématique des palafittes du lac de Bienne, les plongeurs du service archéologique ont découvert les restes d'une maison datée (selon la dendrochronologie) à 3863 av. J.-C., ce qui en ferait la plus ancienne maison de Suisse.

## Transport
- Sutz-Lattrigen se situe sur la ligne Bienne–Täuffelen–Anet, appartenant à l’entreprise de transport Aare Seeland mobil (ASm).